# 다퉁구 (타이베이시)

다퉁 구의 위치

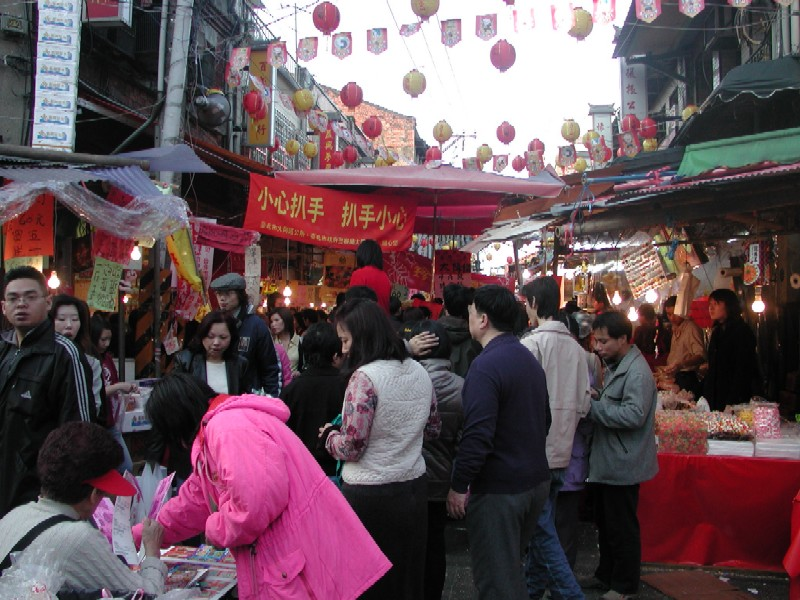
디화가

다퉁구(한국어: 대동구, 중국어: 大同區, 병음: Dàtóng Qū, )는 중화민국 타이베이시의 시할구이다. 넓이는 5.6815km2이고, 인구는 2015년 8월 기준으로 130,749명이다.

## 지리
다퉁 구는 타이베이시 서부에 위치해 타이베이 시에서 가장 오래전부터 개발이 진행된 지구이다. 공자묘나 보안궁 등의 옛 유적이 구내에 현존 하고 있다. 예부터의 상업가로서 디화가(迪化街)가 유명하고 식재나 한방약 등을 취급하는 가게가 처마를 나란히 하고 있어 춘절 전에는 많은 쇼핑객으로 흥청거린다.

## 역사
다퉁 구의 옛 이름은 파랑빙(巴浪泵)이다. 1763년, 여문의가 쓴 《대만부지》에 대랑빙장(大浪泵庄)으로 기재된 것이 첫 등장이다.
1844년에 산의 형태가 용을 닮아 있는 데에서 대룡동(大龍峒)이라 불리게 되었고 일본 통치 시대에는 다이류도 정(大龍峒町)이 설치되었다. 2차 대전 후에 타이베이를 10구로 행정 개편할 때 5개의 정을 통합해 구로서 개편되었고 구내에 공자묘와 대동가가 위치하고 공자가 주창하는 대동의 정신에 유래해 다퉁 구라고 명명되었다. 1990년에 남쪽에 위치하는 젠청 구(建成區)와 옌핑 구(延平區)를 편입해 현재에 이르고 있다.

## 하위 행정구역
- 위취안 리(玉泉里)
- 잉러 리(永樂里)
- 차오양 리(朝陽里)
- 다요우 리(大有里)
- 옌핑 리(延平里)
- 난팡 리(南芳里)
- 징싱 리(景星里)
- 룽허 리(隆和里)
- 궈순 리(國順里)
- 궈칭 리(國慶里)
- 린장 리(鄰江里)
- 라오스 리(老師里)
- 충칭 리(重慶里)
- 바오안 리(保安里)
- 즈성 리(至聖里)
- 양야 리(揚雅里)
- 스원 리(斯文里)
- 펑라이 리(蓬萊里)
- 민취안 리(民權里)
- 솽롄 리(雙連里)
- 성밍 리(星明里)
- 광넝 리(光能里)
- 젠궁 리(建功里)
- 젠타이 리(建泰里)
- 젠밍 리(建明里)